# Rio Bauru
O rio Bauru é um rio brasileiro do estado de São Paulo. Nasce na região sul de Bauru muito próximo da área urbana, recebe o esgoto da cidade de Bauru in Natura, sendo que está em franca recuperação de suas matas ciliares desde 2007, recebe vários afluentes e tem sua foz no Ribeirão Grande já no município de Pederneiras. Tem um curso de cerca de 37 quilômetros.

## Referência
- Mapa Rodoviário do Estado de São Paulo - (2004) - DER

1. ↑  Obras de interceptores de esgoto no Rio Bauru e Córrego Água Comprida em Fase Final,  www.bauru.sp.gov.br9